# Odontopodisma decipiens
Odontopodisma decipiens är en insektsart som beskrevs av Willy Adolf Theodor Ramme 1951. Odontopodisma decipiens ingår i släktet Odontopodisma och familjen gräshoppor.

## Underarter
Arten delas in i följande underarter:
- O. d. decipiens
- O. d. insubrica
- O. d. rubritarsis